# آيت ملوك (آيت مكزار آيت عثمان)
آيت ملوك هو دُوَّار يقع بجماعة الصفاصيف، إقليم الخميسات، جهة الرباط سلا القنيطرة في المملكة المغربية. ينتمي الدوّار لمشيخة آيت مكزار آيت عثمان التي تضم 7 دواوير. يقدر عدد سكانه بـ 113 نسمة حسب الإحصاء الرسمي للسكان والسكنى لسنة 2004.

## وصلات خارجية
- البوابة الوطنية للجماعات الترابية
- المندوبية السامية للتخطيط